# 春苑玉成
春苑 玉成（はるその の たまなり、生没年不詳）は、平安時代初期の官人・陰陽師。氏姓は宍人首のち春苑宿禰。官位は正六位下・陰陽博士。

## 出自
宍人氏は鳥獣の肉の調理を職掌とした宍人・宍人部の伴造氏族。首姓である玉成は孝元天皇の第一皇子である大彦命の後裔を称し、宍人朝臣氏（膳氏の同族）の一族とした。しかし、伯耆国の宍人首は同国に設置されていた渡来系の宍人の伴造氏族であったことなどから、渡来系氏族とも考えられる。

## 経歴
本貫は伯耆国八橋郡。仁明朝初頭に陰陽師を務め、承和3年（836年）宍人首から春苑宿禰に改姓する。
承和5年（838年）の第19次遣唐使に遣唐陰陽師兼陰陽請益として随行して渡唐する。在唐中に『難義』一巻を入手し、翌承和6年（839年）に帰国する。承和8年（841年）正月に陰陽寮の諸生に対して『難義』の伝学を命ぜられ、同年中に正八位上から七階昇進して正六位下に叙せられる一方、陰陽博士に任ぜられた。同年9月に母の曽祢家主女ら一戸が右京三条一坊に移貫されている。

## 官歴
『続日本後紀』による。
- 時期不詳：陰陽師
- 承和3年（836年） 4月1日：宍人首から春苑宿禰に改姓
- 時期不詳：正八位上
- 承和8年（841年） 正月23日：見遣唐陰陽師兼陰陽請益。日付不詳：正六位下。閏9月28日：見陰陽博士